# Histoire militaire de l'Australie
L’histoire militaire de l'Australie est relativement courte et, pourtant, depuis les 220 ans qu'a commencé la colonisation européenne, l'Australie a été impliquée dans de nombreux conflits et guerres. Au début, les affrontements entre Aborigènes et Européens, puis, au XIXe siècle, la participation aux guerres du Royaume-Uni, ensuite la participation à la Première Guerre mondiale puis la Seconde Guerre mondiale lors de la première moitié du XXe siècle, les guerres de Corée, de Malaisie, de Bornéo et du Viêt Nam pendant la guerre froide, ont fait que près de 103 000 Australiens ont trouvé la mort à la guerre. Après la guerre du Viêt Nam, les forces australiennes sont devenues de plus en plus impliquées dans le maintien de la paix internationale, à la fois pour l'Organisation des Nations unies et pour d'autres organisations, notamment dans le golfe Persique, au Rwanda, en Somalie, au Timor oriental et dans les îles Salomon, et elles ont également pris part aux conflits en cours en Irak et en Afghanistan au début de XXIe siècle. Au cours de ces conflits, les soldats australiens surnommés les Diggers, ont souvent été appréciés pour leurs qualités aux combats et humanitaires. Il faut savoir que pendant la plus grande partie du siècle dernier, l'action militaire a été l'une des plus grandes expériences communes vécues par les blancs en Australie, et même si la situation est en train de changer, elle continue toujours d'influencer la société australienne.
Les guerres et les actions militaires ont fortement influencé l'histoire australienne. En effet, l'identité nationale et l'éthique australienne ont été en grande partie construites sur une conception idéalisée de l'expérience australienne de la guerre et du caractère du soldat australien. Cette mythologie est allée de pair avec deux aspects durables de la culture australienne : le bandwagoning stratégique avec un allié puissant et les guerres loin du sol natal. Ces tendances, bien que sans doute l'expression de la situation d'une puissance moyenne géographiquement retirée des centres de pouvoir du reste du monde ont été de remarquables fonctionnalités constantes dans l'histoire du pays. Pour se sentir sure, l'Australie a d'abord mené une politique militaire étroitement liée à la Grande-Bretagne jusqu'à ce que la crise japonaise de 1942 l'ait fait se tourner, comme c'est encore le cas aujourd'hui, vers une alliance avec les États-Unis. Les Australiens ont souvent été confrontés au dilemme de la défense d'un pays étranger alors que leur pays était sous la menace et cela a eu pour conséquence, qu'ils ont souvent été impliqués dans des guerres hors de leurs frontières. En dépit de ces habitudes de guerres étrangères, l'excès de confiance dans ses capacités est une habitude de l'Australie qui, souvent, n'est pas préparée pour les grands problèmes militaires

## Début de la guerre coloniale

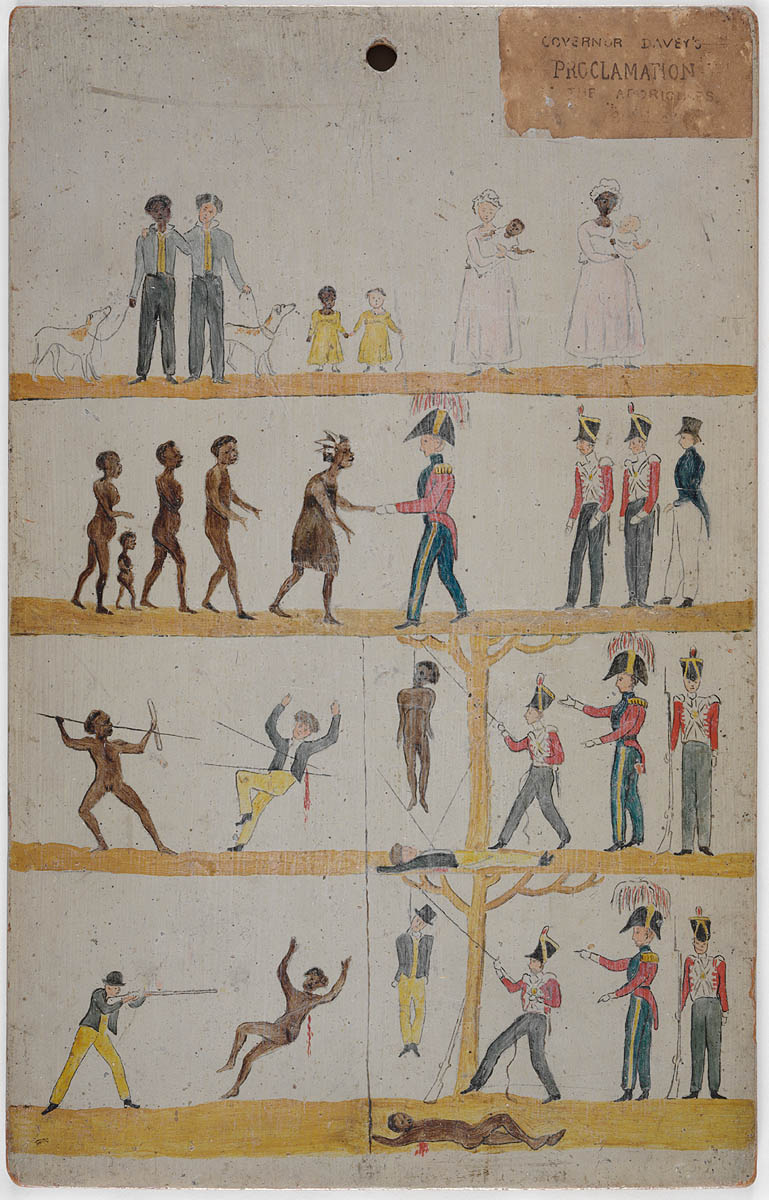
Affiche publiée en Tasmanie au cours de la guerre noire illustrant la politique d'amitié et l'égalité de la justice.

Pour un article plus général, voir Forces coloniales d'Australie.

### La "guerre noire"
En 1826, la population autochtone de Tasmanie avait commencé une résistance violente à l'expansion des colonies britanniques. En 1828, le gouvernement colonial estima cette résistance suffisamment grave pour imposer la loi martiale. Par la suite, l'action militaire a été dénommée Guerre noire ("Black War"). En 1830, le colonel George Arthur exécuta un plan connu sous le nom de "Black Line", qui visait à rabattre l'ensemble de la population autochtone sur deux péninsules. Le plan fut un échec désastreux. Il s'acheva par la capture de deux membres de la communauté autochtone, un jeune enfant et un vieillard. Les Anglais, semble-t-il, n'avaient pas assez d'expérience de la géographie des lieux et les autochtones ont facilement réussi à briser la ligne et à s'échapper sans être capturés. Les hostilités se sont poursuivies jusqu'en 1832. Les efforts suivants vont aboutir à ce qui a été appelé le seul génocide jamais réussi de l'histoire. La population autochtone fut finalement parquée dans des réserves minuscules et laissée à l'abandon. Entre la maladie et le vol de leurs enfants, les aborigènes de Tasmanie disparurent des  "peuples libres". Il reste tout de même un nombre important de d'aborigènes ou de métis en Tasmanie.

### La "bataille de Pinjarra"
En 1834, en réponse à une résistance violente d'une tribu aborigène à l'expansion des colonies britanniques en Australie-Occidentale, le capitaine James Stirling lança la bataille de Pinjarra près de la ville de Pinjarra. La tribu Nyungar, y compris les femmes et les enfants, fut poursuivie, encerclée et tirée au fusil. Les survivants furent ensuite brièvement emprisonnés et libérés en signe de bienveillance de l'Empire.

### Les guerres de Nouvelle-Zélande (1861-1864)

#### La guerre du Taranaki
En 1861, le navire Victoria alla aider le gouvernement colonial de Nouvelle-Zélande dans sa guerre contre les Maoris dans la province du Taranaki. Après avoir terminé son rôle, un de ses marins fut tué.

#### L'invasion du Waikato
À la fin de 1863, le gouvernement colonial de Nouvelle-Zélande demanda des troupes pour aider à l'invasion de la province du Waikato. Environ 2 500 hommes furent recrutés dans les colonies du Queensland, Nouvelle-Galles du Sud, Victoria et de Tasmanie, plus de la moitié d'entre eux venant du Victoria. Pendant cette guerre, environ 31 Australiens furent tués.

### Soudan (mars-juin 1885)
Au cours des premières années 1880, le régime égyptien au Soudan, appuyé par les Britanniques, se trouva menacé par une rébellion dirigée par un autochtone, Muhammad Ahmad (ou Ahmed), connu sous le nom de Mahdi par ses disciples. En 1883, les Égyptiens envoyèrent des forces armées pour faire face à la révolte. Toutefois, les Égyptiens furent repoussés et eurent beaucoup de peine pour faire revenir leurs troupes. Le gouvernement britannique envoya le général Charles Gordon pour prendre en main la question, mais il fut tué le 26 janvier 1885. Quand la nouvelle de sa mort arriva en Nouvelle-Galles du Sud en février 1885, le gouvernement de la colonie proposa d'envoyer un contingent de forces locales et de prendre en  charge les dépenses du groupe. Le groupe se composait d'un bataillon d'infanterie de 522 hommes et 24 officiers ainsi que d'une batterie d'artillerie de 212 hommes. Il partit de Sydney le 3 mars 1885. Il arriva à Suakin au Soudan le 29 mars 1885, et fut rattaché à une brigade composée de soldats du Régiment royal d’Écosse, de Grenadiers et de Coldstream Guards. Ils marchèrent sur Tamai à 30 km à l'intérieur des terres un village où s'était déroulée le 13 mars de l'année précédente, la bataille de Tamai et, le village atteint, brûlèrent les huttes encore debout et retournèrent à Suakin. Les Australiens eurent 3 blessés. Après cela, la plupart des soldats du contingent de Nouvelle-Galles du Sud travailla à la construction d'une ligne de chemin de fer qui devait traverser le désert jusqu'à Berber, une ville sur le Nil. Les Australiens furent affectés à la garde des travaux, mais bientôt un corps de chameliers fut formé et recueillit 50 australiens volontaires. Ils partirent en reconnaissance sur Takdul le 6 mai. Le 15 mai, ils firent une dernière sortie pour enterrer les morts de la bataille de Tamai. L'artillerie fut affectée à Handoub pendant un mois, mais, le 15 mai, elle rejoignit le camp de Suakin. Les seules victimes furent dues à des maladies. En mai 1885, le gouvernement britannique décida que la campagne au Soudan ne valait pas la peine d'être prolongée et se contenta de laisser une garnison à Suakin. Le contingent australien appareilla pour le pays le 17 mai. Il arriva à Sydney le 19 juin 1885.

### Seconde guerre des Boers (1899-1902)
La deuxième guerre des Boers fut le résultat de l'implantation de colons britanniques sur des domaines déjà occupés par les Afrikaners - qui étaient connus familièrement sous le nom de Boers (« agriculteurs ») - descendants des premiers colons néerlandais.
En effet la Compagnie néerlandaise des Indes orientales avait créé un comptoir dans la région du Cap pour permettre le ravitaillement de ses navires en route vers ou de retour des Indes Orientales. Ce comptoir s'était étendu et la région fut mise en valeur par des paysans hollandais. Mais à la suite du déclin hollandais et de la faillite de la Compagnie des Indes (voir l'article : Quatrième guerre anglo-néerlandaise), la Grande-Bretagne entreprit d'annexer et de coloniser la région ce qui créa rapidement une rivalité entre les deux populations. Cette rivalité fut exacerbée par la découverte d'or et de diamants en République sud-africaine, lorsque de nombreux mineurs britanniques, y compris australiens, immigrèrent dans le pays.
Avant la formation de la Fédération australienne et de l'armée nationale, les six gouvernements coloniaux australiens envoyèrent des contingents séparés en Afrique du Sud pour servir dans la deuxième guerre des Boers. Ces soldats étaient payés par le gouvernement britannique et, en tant que tels, faisaient techniquement partie de l'armée britannique.
En juillet 1899, au cours de la longue période de préparation à la guerre, le Queensland offrit des troupes. Toutefois, le premier détachement, envoyé en octobre 1899, fut connu sous le nom de Australian Regiment, et était une unité d'infanterie, composée principalement de volontaires des colonies du Victoria, Tasmanie, Australie-Méridionale et Australie-Occidentale, qui quitta l'Australie sur un seul navire pour la ville du Cap. En raison de la façon dont la guerre se préparait, ces troupes ont été converties de l'infanterie à l'infanterie montée, combattant à pied mais se déplaçant à cheval. Elles ne furent pas impliquées dans la défaite britannique de la Semaine Noire (Black week) (du 10 au 17 décembre) lorsque 2 300 hommes furent tués ou blessés dans trois batailles.
Environ 500 membres de l'infanterie montée du Queensland et des lanciers de Nouvelle-Galles du Sud prirent part au siège de Kimberley en février 1900 et un bataillon de cavalerie de Nouvelle-Galles du Sud joua un rôle mineur à Paardeburg.
Après la défaite des républiques Afrikaners, les Afrikaners formèrent des Commandos qui ont perturbèrent les mouvements de troupes et les lignes d'approvisionnement de l'Empire britannique. Les Afrikaners utilisèrent le dernier modèle de fusils à poudre sans fumée et ont été en mesure de tirer l'infanterie impériale, qui connut une période difficile d'adaptation à ce style de guerre.
Cette nouvelle phase de résistance des forces afrikaners conduisit le gouvernement britannique à recruter davantage dans les colonies australiennes. Connus sous le nom de Bushmen's Contingents (Contingents d'hommes du Bush), ces soldats étaient généralement des bénévoles pratiquant avec brio l'équitation et le tir mais n'ayant pas d'expérience militaire. Après la création de la Fédération australienne en 1901, huit bataillons de cavalerie furent envoyés d'Australie.
Bon nombre de ces unités australiennes ont eu une période de service de courte durée et ont été soumises à de fréquentes restructurations. Certains Australiens ont également rejoint des unités militaires locales telles que le Bushveldt Carbineers au lieu de retourner en Australie. C'est dans cette unité que servirent les lieutenants Harry "Breaker" Morant et Peter Handcock avant de passer en cour martiale et d'être fusillés pour crimes de guerre après avoir tué des prisonniers.
Au milieu de l'année 1901, les unités de l'Empire britannique organisèrent des expéditions de nuit pour attaquer les fermes ou campements Boers, écrasant un petit nombre d'Afrikaners avec un nombre supérieur de combattants. Dans les derniers mois de 1901, les cavaliers de Nouvelle-Galles du Sud parcoururent 2 500 km, furent impliqués dans 13 accrochages et eurent 5 morts et 19 blessés. Ils avaient tué 27 Boers, en avaient blessé 15 et capturé 196.
Les unités australiennes servirent dans d'autres actions remarquables comme les batailles de Sunnyside, Slingersfontein, Rose Hill, les sièges de l'Eland's River, Rhenosterkop et Haartebeestefontein.
En tout, 16 175 Australiens avec 16 314 chevaux servirent dans la guerre des Boers ; 251 furent tués dans l'action, 267 moururent d'autres causes et 43 ont été portés disparus en action. Six croix de Victoria ont été attribuées à des membres de contingents australiens.

## La révolte des Boxers (1900-1901)
La révolte des Boxers commença en Chine en 1900 et les puissances occidentales envoyèrent rapidement des forces dans la région. Parce que la plupart de leurs troupes étaient engagées dans la guerre des Boers en Afrique du Sud, les Australiens comptèrent sur leur marine pour fournir des troupes. Les marins réservistes furent organisés en brigades navales dans lesquelles la formation fut axée sur la défense des zones côtières par des marins capables de servir sur des navires et de combattre en tant que soldats. Le 8 août 1900, le premier contingent australien de Nouvelle-Galles du Sud et du Victoria s'embarqua pour la Chine. Quand il arriva à Tientsin, il fournit 300 hommes à une force multinationale (composée de Russes, Allemands, Autrichiens, Britanniques, Indiens et troupes chinoises) forte de 8 000 hommes pour s'emparer des forts chinois de Tang Pei qui bloquaient la route d'avancée. Toutefois, le contingent australien n'arriva à Pei Tang que lorsque la bataille avait déjà été gagnée. Par la suite, ils devaient prendre part à l'assaut de la forteresse Boxer de Pao-Ting Fu, où le gouvernement chinois avait cru avoir trouvé asile après que Pékin eut été prise par les forces de l'ouest. Les soldats du Victoria rejoignirent une force de 7 500 hommes après une marche forcée de dix jours mais arrivèrent pour constater que le fort avait déjà été pris. Pendant ce temps, le contingent de Nouvelle-Galles du Sud avait pris sa garnison à Pékin au moment de son arrivée, le 22 octobre, après 12 jours de marche. Restés à Terenal et à Pékin au cours de l'hiver, ils effectuèrent des missions de police et de garde dans les villes, parfois travaillant comme cheminots ou pompiers. Bien que les Australiens aient joué un petit rôle dans les combats, ils ont joué un rôle plus important dans le rétablissement de l'ordre civil. L'ensemble de la brigade navale quitta la Chine en mars 1901. Six Australiens sont morts de maladie ou d'accident, mais aucun n'a été tué à la suite d'une action de l'ennemi.

## Création de laRoyal Australian Navy

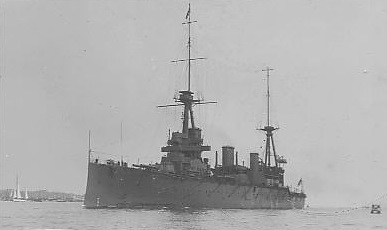
LAustralie.

Avant la création du Commonwealth d'Australie, chaque colonie australienne autonome exploitait sa propre force navale. C'était habituellement des canonnières pour la défense côtière des ports et des fleuves. Le marines coloniales étaient petites et manquaient de moyens pour la haute mer, ce qui obligea les colonies à subventionner un escadron de la marine britannique dans leurs eaux pendant des décennies. Les colonies maintinrent le contrôle de leurs marines respectives jusqu'au 1er mars 1901, lorsque la Force navale fédérale fut créée. Cette nouvelle force était également dépourvue de navires de haute mer et n'aboutit donc pas à un changement de la politique navale de l'Australie. En 1909, le Premier ministre Alfred Deakin, tout en participant à la Conférence impériale de Londres, demanda au gouvernement britannique son accord pour mettre fin à la subvention de la marine britannique et développer une marine propre à l'Australie. L'Amirauté britannique rejeta la proposition mais suggéra par la voie diplomatique qu'une petite flotte de destroyers et de sous-marins devrait être suffisante. Deakin ne fut pas impressionné par la position de l'Amirauté et, en 1908, invita la Grande flotte blanche américaine à se rendre en Australie, ce qui provoqua un enthousiasme public pour une marine moderne australienne. Cela conduisit à la commande de deux destroyers de 700 tonnes, une commande qui irrita les Britanniques. La montée en flèche de la construction navale allemande, en 1909, conduisit l'Amirauté à modifier sa position sur la marine australienne. La Marine royale australienne a vu le jour en 1911 et, le 4 octobre 1913, la nouvelle flotte défila à l'entrée du port de Sydney, la flotte se composait du croiseur Australie, de trois croiseurs légers et de 3 destroyers avec plusieurs autres navires en construction. La Marine royale australienne entra dans la Première Guerre mondiale avec une flotte formidable.

## Première Guerre mondiale (1914-1918)

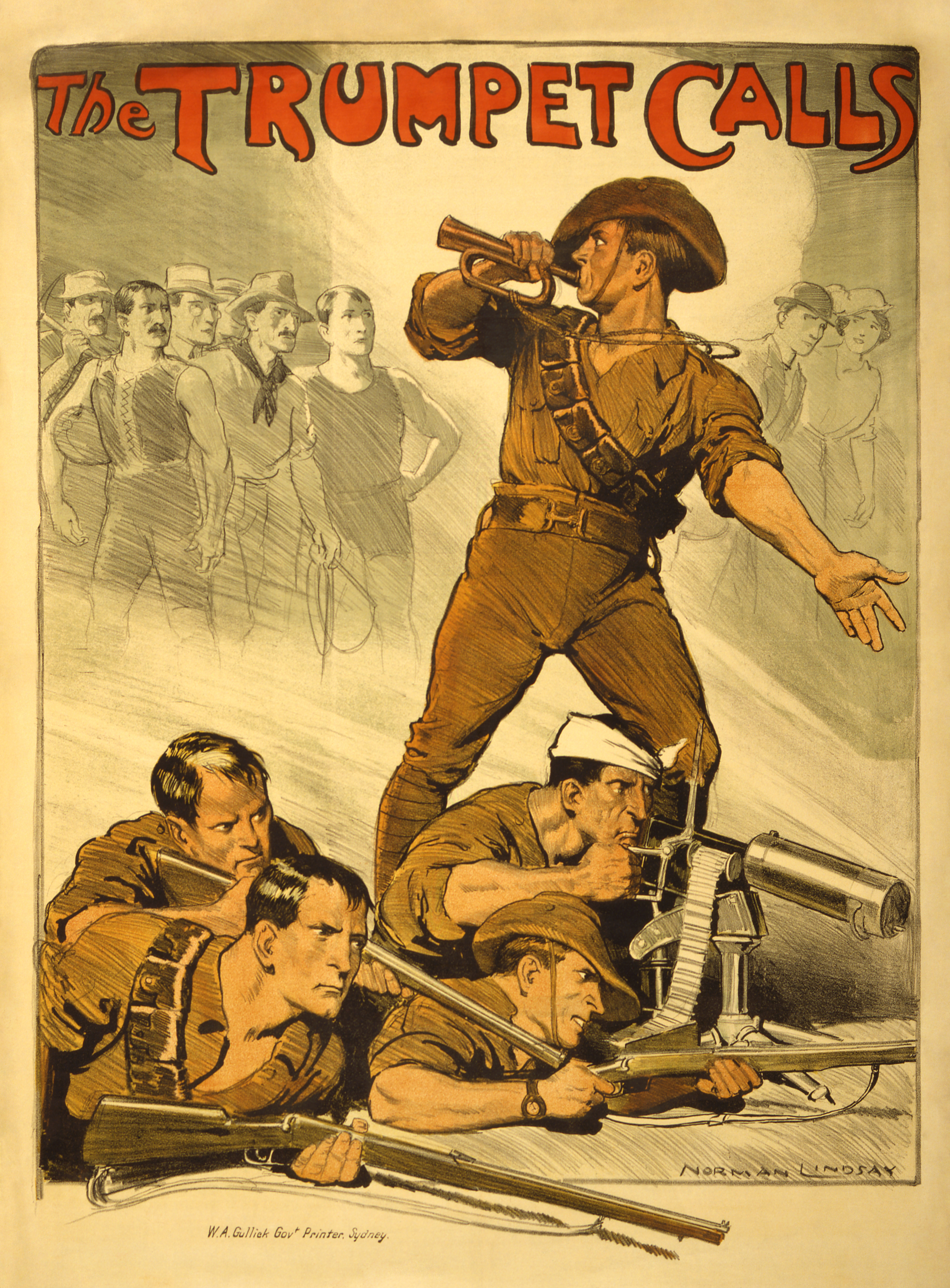
Affiche de recrutement australien, 1914-1918.

Lorsque le Royaume-Uni déclara la guerre à l'Allemagne au début de la Première Guerre mondiale, le gouvernement australien suivit sans hésitation la Grande-Bretagne. On croyait à l'époque que toute déclaration de guerre à la Grande-Bretagne était automatiquement une déclaration de guerre à  l'Australie, en partie en raison du très grand nombre d'Australiens nés en Grande-Bretagne ou de descendants de première génération d'origine britannique à l'époque. À la fin de la guerre, près de 20 % des Australiens qui avaient servi dans les forces australiennes étaient nés au Royaume-Uni, même si presque tous s'étaient engagés en Australie.
Parce que les milices existantes n'avaient pas le droit de servir outre-mer, une force expéditionnaire formée uniquement de volontaires, l'Australian Imperial Force (AIF) fut créée à partir du 15 août 1914. Le gouvernement australien s'engagea vis-à-vis du gouvernement britannique à fournir 20 000 hommes, organisés en une division d'infanterie et une brigade de cavalerie, plus des unités de soutien. Le premier commandant de l'AIF fut le général William Bridges, qui prit également le commandement de la division d'infanterie.
Les Australiens entrèrent en action pour la première fois en Nouvelle-Guinée allemande avec la Australian Naval and Military Expeditionary Force formée de 2 000 volontaires détachés de l'AIF. Cette force attaqua et occupa les territoires allemands en rencontrant peu d'opposition et obtinrent la reddition des Allemands le 17 septembre 1914. Les pertes australiennes furent légères, l'Australie perdant son premier militaire avec, pense-t-on, le marin W.G.V. Williams. La seule perte matérielle importante de la campagne fut le sous-marin AE1.
L'AIF quitta l'Australie en un seul convoi parti d'Albany, en Australie-Occidentale, le 1er novembre 1914. Pendant le voyage, le Sydney détruisit le croiseur allemand Emden, lors du combat des îles Cocos, le premier navire coulé par la marine australienne. L'AIF fut envoyée au départ en Égypte sous contrôle britannique, pour éviter toute attaque par l'empire ottoman et en vue d'ouvrir un autre front contre les puissances centrales.
Les forces combinées d'Australie et de Nouvelle-Zélande (Australian and New Zealand Army Corps (ANZAC)) commandées par le général britannique William Birdwood, entrèrent en action lorsque les forces alliées débarquèrent sur la péninsule de Gallipoli, le 25 avril 1915 (fait maintenant commémoré lors de la journée de l'ANZAC). La bataille des Dardanelles dura huit mois et fut une impasse sanglante.
Après Gallipoli, les troupes australiennes furent renvoyées en Égypte et l'AIF connut une expansion majeure. En 1916, les divisions d'infanterie commencèrent à se déplacer vers la France alors que les unités de cavalerie restèrent dans la région pour lutter contre les troupes turques. Les troupes australiennes ont pris part à de nombreuses batailles sur le front occidental et ont réussi à se distinguer à plusieurs reprises.

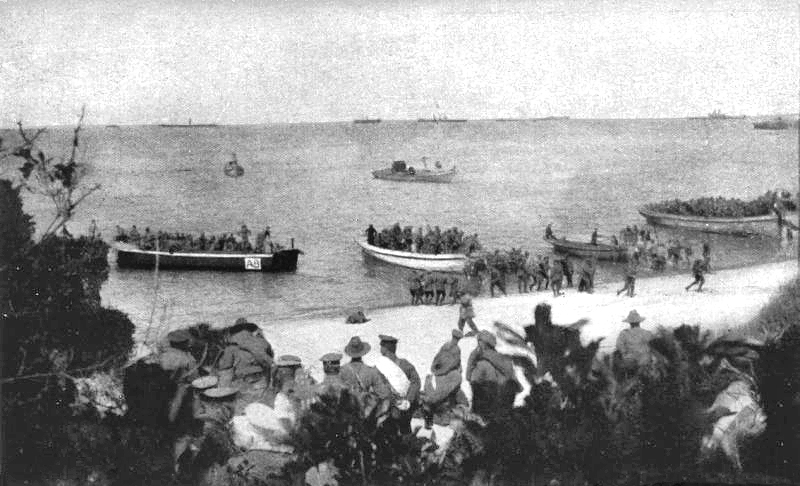
Troupes australiennes débarquant à Gallipoli.

Un total de 331 814 Australiens furent envoyés combattre à l'étranger, et parmi ceux qui ont servi dans l'AIF, 18 % (61 859) ont été tués, le pourcentage de victimes (tués ou blessés) étant de 64 %. Le coût financier de la guerre pour le gouvernement australien a été de 188 480 000 £.
Pendant la guerre, deux référendums sur la conscription ont été rejetés, gardant le volontariat comme seul mode de recrutement mais avec des difficultés de plus en plus grandes vers la fin de la guerre. L'AIF a également eu un taux de désertion des plus élevés, principalement parce que la peine de mort n'était pas en vigueur pour les déserteurs australiens. Il est également important de se rappeler en ce qui concerne cette statistique que la grande majorité des déserteurs retournaient volontairement dans leur unité, à la différence de ceux des autres armées lors de la guerre.

### Campagnes
- Batailles en Asie et dans le Pacifique lors de la Première Guerre mondiale
- Combat des îles Cocos
- Bataille des Dardanelles
  - Baie de l'ANZAC
  - Deuxième bataille de Krithia
  - Bataille de Sari Bair
  - Bataille de Lone Pine
  - Bataille du Nek
  - Bataille de la colline 60 (Gallipoli)
- Campagne du Sinaï et de Palestine
  - Bataille de Romani
  - Bataille de Magdhaba
  - Bataille de Rafa
  - Première bataille de la bande de Gaza
  - Deuxième bataille de la bande de Gaza
  - Troisième bataille de la bande de Gaza
  - Bataille de Beersheba
  - Bataille de la crête Mughar
  - Bataille de Jérusalem (1917)
  - Bataille de Megiddo (1918)
- Batailles du front occidental 
  - Bataille de la Somme (1916)
  - Bataille d'Arras (1917)
  - Bataille de Passchendaele
  - Bataille d'Hamel
  - Offensive des Cent-Jours

## Guerre civile espagnole (1936-1939)
Des volontaires australiens ont participé à la guerre civile espagnole soutenant l'un ou l'autre camp mais avec une majorité tout de même pour soutenir la République espagnole par l'intermédiaire des brigades internationales. Alors que la guerre civile espagnole a été une cause célèbre pour la gauche australienne, en particulier le Parti communiste d'Australie, la guerre n'a pas suscité un intérêt public particulier pour le reste de la population. Si les Australiens de droite soutinrent la rébellion nationaliste, ils ne reçurent pas d'aide du gouvernement. L'opposition australienne à la cause républicaine  rassemblée par B.A. Santamaria s'appuyait sur un sentiment anti-communiste plutôt qu'une ferveur pro-nationaliste. De retour de la guerre, les anciens combattants des deux côtés ne furent pas reconnus par la suite, ni par le gouvernement ni par la Returned and Services League of Australia, l'association des anciens combattants d'Australie.

## Seconde Guerre mondiale (1939-1945)
Au cours des premières années de la Seconde Guerre mondiale, la stratégie militaire de l'Australie fut étroitement alignée sur celle de la Grande-Bretagne. Dans cet esprit, l'effort de guerre australien fut concentré sur le Moyen-Orient et le bassin méditerranéen. Les armées de terre et de l'air australiennes entrèrent en action en Afrique du Nord, en Grèce, en Crète et au Liban et les navires australiens ont formé une part importante de la flotte britannique en Méditerranée.
L'effectif maximal a été de 680 000 militaires pour une population totale de moins de 7,5 millions d'habitants.
À la suite de l'accent mis sur la coopération avec la Grande-Bretagne, relativement peu d'unités militaires australiennes furent retenues en Australie et dans la région Asie-Pacifique. À la suite de l'attaque japonaise sur l'Asie du Sud-Est à la fin de 1941, l'Australie fut elle-même attaquée lors des raids aériens sur Darwin, le 19 février 1942. Les troupes australiennes furent renvoyées chez elles en provenance du Moyen-Orient pour défendre le pays contre les Japonais. Alors que les Japonais avaient un instant envisagé une invasion de l'Australie, ils y avaient rapidement renoncé estimant que la résistance de la population australienne serait trop forte. Les forces australiennes en Nouvelle-Guinée combattirent les Japonais le long de la piste Kokoda. Au cours de la campagne de Bornéo, le Ier corps australien, sous le commandement du général Leslie Morshead, attaquèrent les forces d'occupation japonaise sur l'île. Au cours de la guerre dans le Pacifique, l'Australie et les États-Unis ont mené de nombreuses campagnes ensemble contre l'empire japonais. Un contingent participa après-guerre à l'occupation du Japon au sein de la Force d'occupation du Commonwealth britannique.

### Campagnes
- Bataille de Crète
- Grèce
- Syrie
- Bataille de la Méditerranée
- Afrique du Nord 
  - Opération Compass
  - Capture de Tobrouk (1941)
  - Siège de Tobrouk
  - Seconde bataille d'El Alamein
- Combats aériens en Europe
- Malaisie et Singapour 
  - Bataille de Singapour
- Campagne de Nouvelle-Guinée
  - Invasion de Rabaul (1942)
  - Campagne de la piste Kokoda
  - Bataille de la baie de Milne
  - Bataille de Goodenough
  - Bataille de Buna-Gona-Sanananda
  - Bataille de Wau
  - Campagne de Salamaua-Lae
  - Campagne de la péninsule de Huon
  - Campagne des monts Finisterre
  - Campagne de Bougainville
  - Campagne de Nouvelle-Bretagne
  - Campagne d'Aitape-Wewak
- Les attaques sur l'Australie 
  - Bombardement de Darwin, 19 février 1942
  - Attaques aériennes japonaises sur l'Australie, 1942-43
- Combats navals dans le Pacifique
  - Bataille de la mer de Corail
  - Bataille de la mer de Bismarck
- Campagne de Bornéo (1945)
  - Bataille de Tarakan (1945)
  - Bataille de Bornéo du Nord
  - Bataille de Labuan
  - Bataille de Balikpapan (1945)
- Forces d'occupation du Commonwealth britannique (1946 - 1951)

## La guerre de Corée (1950-1953)

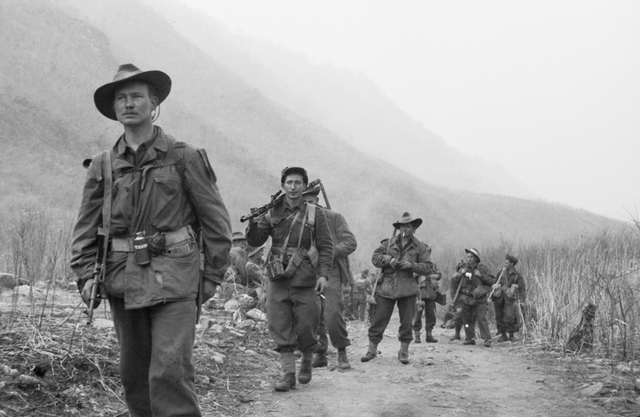
Éléments du 3e RAR en expédition en 1951

Le 25 juin 1950, l'armée de la Corée du Nord pénétra en Corée du Sud et avança sur la capitale Séoul qui tomba en moins d'une semaine. Les forces nord-coréennes continuèrent vers le port de Pusan, un objectif stratégique. En deux jours, les États-Unis offrirent leur assistance aux Coréens du Sud et le Conseil de sécurité des Nations unies demanda à ses membres d'aider à repousser l'attaque nord-coréenne. L'Australie contribua avec l'escadrille no 77 et le 3e bataillon du Royal Australian Regiment (3 RAR) qui étaient stationnés au Japon dans le cadre de la force d'occupation du Commonwealth britannique (BCOF). En plus de lutter contre l'ennemi, les militaires australiens fournirent la majorité du matériel et du personnel de soutien à la BCOF, qui fut remplacée en 1952 par les forces du Commonwealth britannique en Corée (British Commonwealth Forces Korea).
Lorsque le 3 RAR arriva à Pusan le 28 septembre, l'armée nord-coréenne se retirait. Comme force d'invasion placée sous le contrôle des Nations unies commandées par le général Douglas MacArthur, le 3 RAR se déplaça vers le nord et participa à sa première grande action près de Pyongyang.
Après que le gouvernement chinois eut envoyé 18 divisions en Corée du Nord, les forces de l'ONU furent repoussées au cours de différentes batailles et se retirèrent sur le 38e parallèle. Toutefois, les troupes australiennes participèrent à deux grandes batailles en 1951. La première fut la bataille de Kapyong: le 22 avril, les Chinois attaquèrent la vallée de Kapyong et forcèrent les troupes de Corée du Sud et de Nouvelle-Zélande à se retirer. Les troupes australiennes et canadiennes reçurent l'ordre de mettre fin à cette avancée chinoise. Après une nuit de combats, les Australiens reprirent la position, perdant 32 hommes tués et 53 blessés. Pour cette contribution à l'arrêt de l'avancée chinoise, le 3 RAR reçut une Presidential Unit Citation des États-Unis.

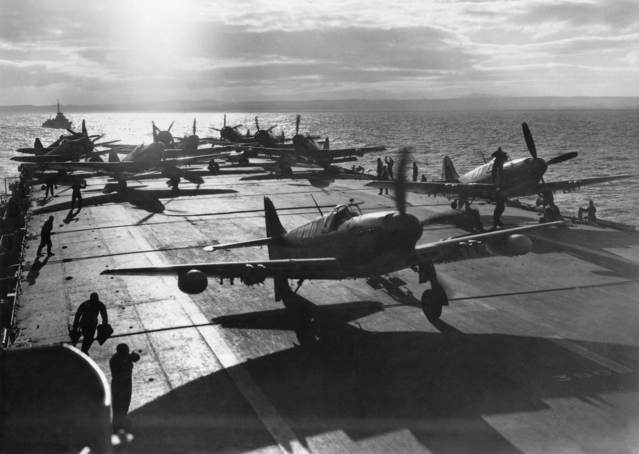
Avions de combat à bord du Sydney au large de la Corée

La deuxième grande bataille à laquelle participèrent les Australiens fut une opération commando. Il fallait attaquer un saillant chinois dans un méandre de la rivière Imjin. Les objectifs de la 1re Division du Commonwealth, qui comprenait des Australiens, comportaient les collines 355 et 317. L'attaque commença le 3 octobre, et après cinq jours, les Chinois se retirèrent. Il y eut 20 morts et 89 blessés chez les Australiens.
Après 1951, les  armées des deux parties se retrouvèrent engagées dans un type de combat comparable à celui du front occidental lors de la Première Guerre mondiale où les hommes vivaient dans des tunnels, des redoutes, et des murs de sacs de sable placés derrière des lignes de barbelés de défense. De 1951 à la fin de la guerre, le 3 RAR tint des tranchées sur la partie est de la division du Commonwealth dans les collines au nord-est de la rivière Imjin. Face à eux se trouvaient les positions fortifiées chinoises. L'Australie décida de renforcer son engagement en envoyant aussi le 1 RAR. Ce bataillon partit pour la Corée le 6 avril 1952 et y resta jusqu'en avril 1954, où il fut remplacé par le 2 RARl.
L'ONU et la Corée du Nord acceptèrent de suspendre les hostilités le 27 juillet 1953. Dans l'ensemble, il y eut plus de 1 500 victimes australiennes dont 339 morts.

## État d'urgence en Malaisie (1950-1960)
L'état d'urgence fut déclaré en Malaisie le 18 juin 1948, après que trois hauts fonctionnaires furent assassinés par des membres du Parti communiste malais (MCP). L'implication de l'Australie dans la situation d'urgence commença en 1950, avec l'arrivée des escadrilles no 1 et 38 à Singapour. Les Dakotas de l'escadrille no 38 effectuèrent des missions de transport de matériels, de troupes et de largages tandis que les bombardiers Lincoln de l'escadrille no 1 effectuaient des bombardements aériens. La participation de l'armée de l'air australienne en Malaisie fut particulièrement réussie, grâce aux cinq bombardiers Lincoln de l'opération Termites, une opération conjointe avec l'armée de l'air britannique et des troupes au sol. L'opération Termites permit de détruire 181 camps communistes, tua 13 communistes et en força un à se rendre.
En janvier 1956, le premier contingent de forces terrestres australiennes fut déployé en Malaisie : le 2e bataillon du Royal Australian Regiment (2 RAR). Le 2 RAR participa principalement au "nettoyage" du pays au cours des vingt mois suivants, en faisant partie de la 28e brigade du Commonwealth. Le 2 RAR quitta la Malaisie en octobre 1957 pour être remplacé par le 3 RAR. Le 3 RAR subit six semaines de formation à la vie dans la jungle et commença à poursuivre les insurgés du MCP dans la jungle de Perak et de Kedah. À la fin de 1959, les opérations de lutte contre les insurgés étaient dans leur phase finale et la plupart des communistes avaient été repoussés au-delà de la frontière thaïlandaise. Le 3 RAR quitta la Malaisie en octobre 1959 pour être remplacé par le 1 RAR. Même en patrouillant le long de la frontière, le 1 RAR n'eut pas d'accrochage avec les insurgés et, en octobre 1960, il fut remplacé par le 2 RAR qui séjourna en Malaisie jusqu'en août 1963. L'état d'urgence fut officiellement levé le 31 juillet 1960.
L'Australie avait également fourni un soutien d'artillerie et de génie, ainsi qu'une escadrille de  construction d'aéroport. La Marine royale australienne a parallèlement servi dans les eaux malaises, tirant sur des possibles positions communistes entre 1956 et 1957. À la fin de l'état d'urgence, les forces australiennes avaient eu 66 victimes, dont 39 morts. Cette opération fut le plus long engagement australien de l'histoire militaire du pays.

## Croissance au cours des années 1960
Au début des années 1960, le Premier ministre Robert Menzies augmenta considérablement les moyens militaires australiens, afin que l'armée puisse s'acquitter de la politique gouvernementale de «défense avancée» en Asie du Sud-Est. En 1964, Menzies annonça une augmentation massive du budget de la défense. Les effectifs de l'Armée de terre devaient être augmentés de 50 % sur 3 ans pour passer de 22 000 à 33 000 hommes en formant une nouvelle division de trois brigades et neuf bataillons. En même temps, les effectifs de l'armée de l'air et de la marine étaient augmentés de 25 %. En 1964, le service national obligatoire pendant 24 mois fut introduit, en vertu du National Service Act 1964, pour les jeunes de 20 ans dont la date de naissance avait été tirée au sort.

### Croissance maritime

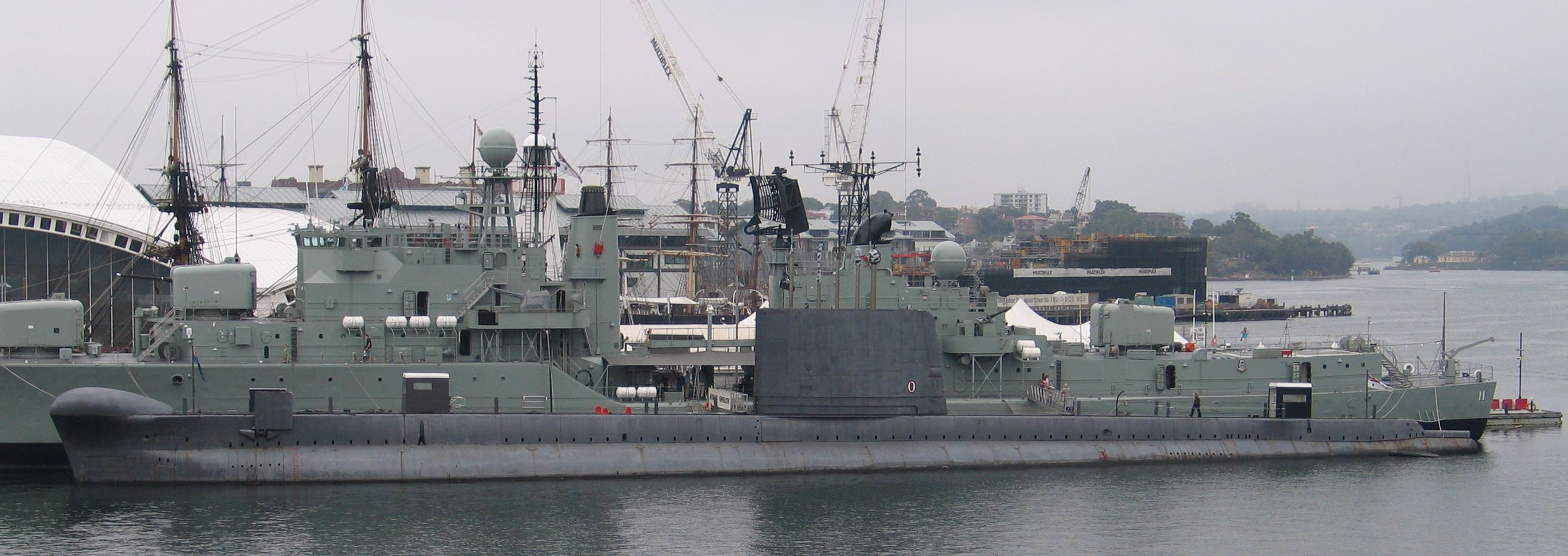
Le sous-marin Onslow à l'Australian National Maritime Museum.

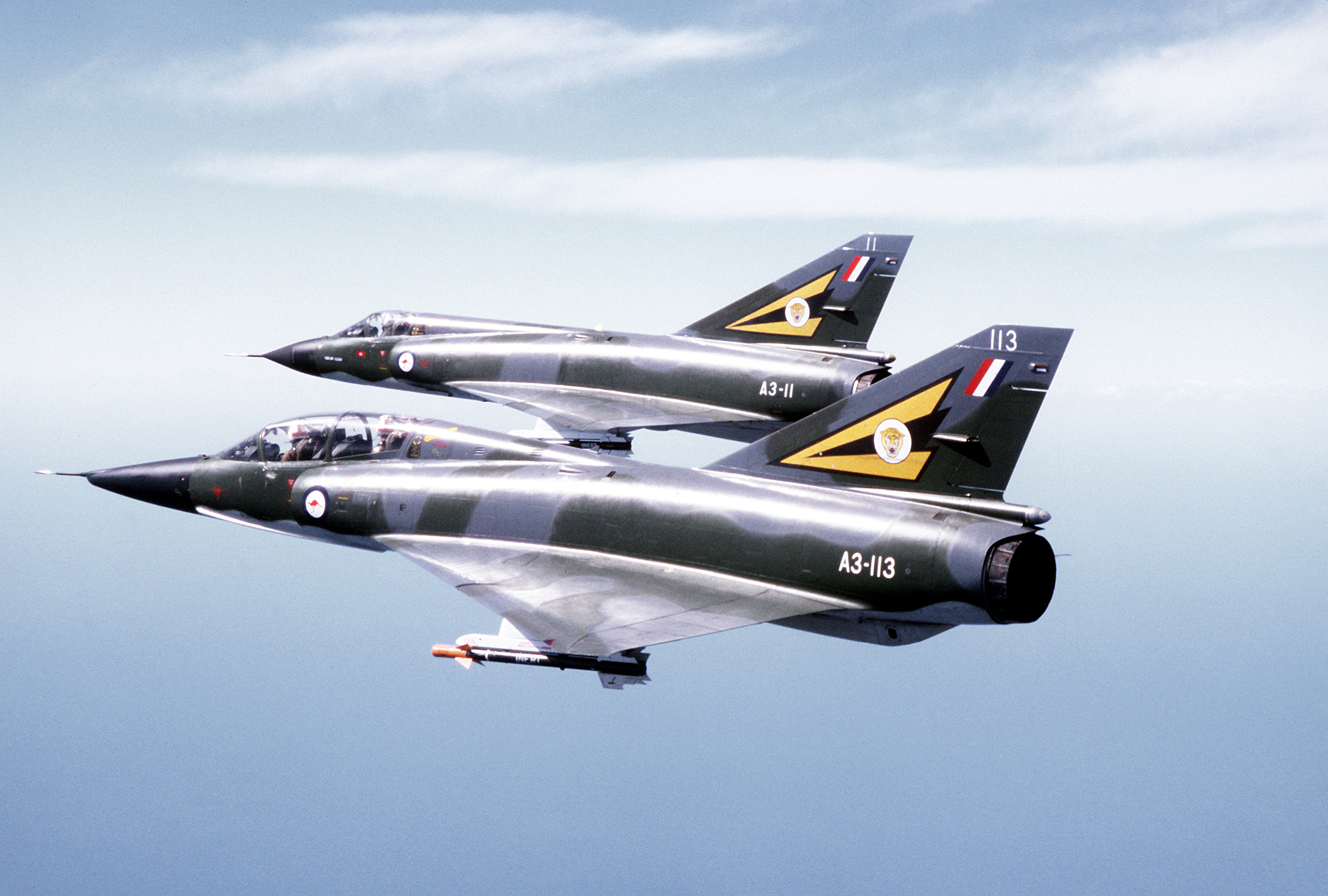
Mirages III australiens en vol.

En 1961, trois destroyers de classe Charles F. Adams furent achetés aux États-Unis pour remplacer les vieillissants destroyers de classe Q. Traditionnellement, la marine australienne achetait des modèles basés sur ceux de la marine britannique; l'achat des destroyers américains a été l'un des premiers signes que l'Australie était de moins en moins dépendante de l'Angleterre. Le Perth et le Hobart ont rejoint la flotte en 1965, suivi par le Brisbane en 1967. D'autres projets de l'époque incluaient : l'achat de 6 frégates de la classe River, la conversion du Melbourne à la lutte anti-sous-marine, l'achat de 10 hélicoptères Wessex et l'achat de 6 sous-marins de classe Oberon.

### Croissance aérienne
L'armée de l'air prit livraison de ses premiers Mirage en 1967, qui équipèrent les escadrilles no 3 et 75. Elle reçut également des bombardiers F-111 américains, des avions de transport C-130 Hercules, des avions de patrouille maritime Orion et des avions de formation italiens Aermacchi MB-326 H.

## Confrontation indonésienne (1964-1966)
En 1961, l'île de Bornéo fut partagée en quatre États, dont une partie revint à l'Indonésie, une au sultanat de Brunei et les deux autres (Sabah et Sarawak) à la Malaisie (principalement grâce à l'appui du Royaume-Uni). Cela irrita le Président indonésien Soekarno car il pensait que cela augmenterait le contrôle britannique dans la région et, en 1963, l'Indonésie annonça qu'elle allait mener une politique de confrontation avec la Malaisie. Après deux années de confrontation indonésienne sur Bornéo et de nombreuses demandes britanniques et malaisiennes, l'Australie déploya un bataillon sur Bornéo en janvier 1965. La plupart des troupes australiennes furent stationnées au Sarawak. Le principal rôle du bataillon britannique et des troupes malaises était de contrôler la frontière entre les deux pays pour protéger la population contre des attaques de l'ennemi. Mais, au moment où les forces australiennes furent déployées, les Britanniques avaient décidé de prendre des mesures plus agressives passant la frontière pour obtenir des informations et contraignant l'Indonésie à rester sur la défensive de l'autre côté de la frontière. La situation fut réglée lors d'un coup d'État militaire en 1966, qui porta le général Suharto au pouvoir, alors que ce dernier portait peu d'intérêt à l'obtention de tout Bornéo. Le 28 mai 1966 lors d'une conférence à Bangkok, les gouvernements malaisien et indonésien déclarèrent la fin des hostilités. Les combats cessèrent en juin, et un traité fût signé le 11 août et ratifié deux jours plus tard. Tout au long de l'intervention militaire, 23 Australiens furent tués et huit blessés.

## Guerre du Viêt Nam (1962-1972)
L'Australie, ainsi que les États-Unis, aidèrent le gouvernement du Viêt Nam du Sud au début des années 1960. En 1961 et 1962, le chef du gouvernement sud-vietnamien, Ngô Đình Diệm demanda de l'aide aux États-Unis et à ses alliés pour améliorer la sécurité de son pays. L'Australie proposa d'envoyer 30 conseillers militaires pour la formation de l'armée du Viêt Nam. Ils arrivèrent en juillet et en août 1962, constituant le début de la participation directe de l'Australie à la guerre du Viêt Nam. En août 1964, l'armée de l'air australienne envoya un groupe d'avions de transport Caribou à Vũng Tàu, une ville portuaire.
Au début de l'année 1965, les États-Unis augmentèrent leur participation avec 200 000 soldats sur place et l'Australie envoya le 1er bataillon du Royal Australian Regiment (1 RAR) pour aider la 173e brigade aéroportée américaine dans la ville de Bien Hoa en juin 1965.
En mars 1966, le gouvernement annonça qu'il envoyait une unité de la taille d'une brigade, la 1re unité spéciale australienne (First Australian Task Force ou 1 ATF), remplacer le 1 RAR, d'abord avec deux bataillons et des services de soutien, qui seraient basés à Nui Dat, dans la province de Phouc Tuy. L' 1 ATF possédait des hélicoptères Iroquois de l'escadrille no 9 de l'armée de l'air . La 1 ATF se vit attribuer la responsabilité de son secteur alors qu'elle était composée en partie de conscrits faisant leur service national, selon la loi adoptée en 1964. Lors de la bataille de Long Tan, les 18 et 19 août 1966, la compagnie D du 6 RAR et d'autres unités affrontèrent avec succès des forces Viet Cong au moins six fois plus nombreuses.
Au  maximum de l'engagement australien, la première unité spéciale de l'armée australienne disposa de 8 500 hommes au Viêt Nam. Une troisième unité de l'armée de l'air, l'escadrille no 2, des bombardiers Canberra, y fut aussi envoyée en 1967, et des destroyers de la marine australienne se joignirent à des navires américains pour patrouiller dans les eaux au large du Nord Viêt Nam. Plus de 50 000 soldats australiens ont participé à la guerre du Viêt Nam.

## Création de la Force de défense australienne
En 1973, le gouvernement travailliste fusionna les cinq ministères de la défense (défense, marine, armée de terre, armée de l'air et approvisionnement) en un seul Ministère (Department of Défense). Le 1er janvier 1976, les trois branches de l'armée australienne furent réunies pour la première fois sous le nom de Force de défense australienne (Australian Defence Force ou ADF). L'ADF, dont le siège est à Russell Offices à Canberra est divisée en armée de l'air, armée de terre, marine et opérations spéciales. En outre, le Commandement du Nord, dont le siège est à Darwin, est responsable des opérations dans le nord de l'Australie.

## Guerre du Golfe

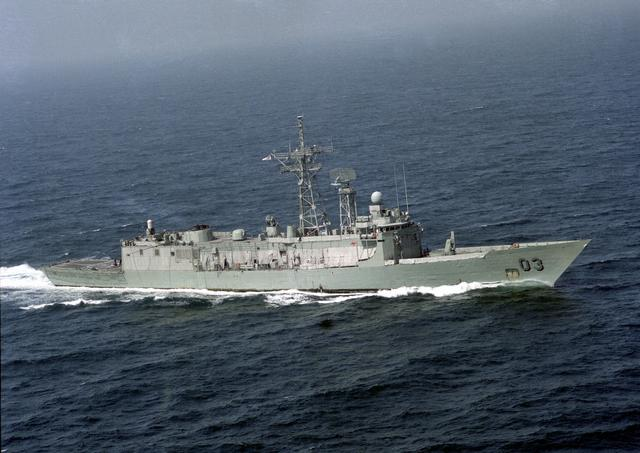
Le Sydney dans le golfe Persique en 1991.

L'Australie était membre de la coalition internationale lors de la guerre du Golfe de 1991 et fournit une force navale de deux navires de guerre et d'un navire de soutien pendant la guerre. Alors que l'Australie n'eut pas de forces de combat sur place, elle joua toutefois un rôle important dans l'application des sanctions votées contre l'Irak après l'invasion du Koweït.

## Guerre contre le Terrorisme
La contribution la plus visible de l'armée australienne à la coalition internationale contre le terrorisme fut un groupe des forces spéciales qui opéra en Afghanistan de 2001 à 2002 et qui y opère de nouveau à partir du milieu de 2005. L'Australie y contribue également avec une frégate et deux avions Orion participant à des opérations internationales dans le golfe Persique et l'océan Indien depuis 2001. Un détachement d'avions de chasse F/A-18 Hornet fut basé à Diego Garcia de la fin 2001 au milieu de 2002.

## Irak
On dit que le groupe de forces spéciales australiennes envoyé pour participer à l'invasion de l'Irak en 2003 fut l'un des premiers éléments des forces de la coalition à franchir la frontière de l'Irak. Pour quelques jours, les troupes au sol les plus proches de Bagdad ont été l'Australian Special Air Service Regiment. La marine australienne déploya trois navires et l'armée de l'air 14 avions de chasse F/A-18 Hornet et quelques autres avions.
Bien que l'Australie n'ait pas initialement participé, après la guerre, à l'occupation de l'Irak, un groupement tactique de l'armée australienne (désigné sous le nom de groupement tactique d'Al Muthanna) a été déployé dans le sud de l'Irak en avril 2005. Le rôle de cette force a été de protéger le contingent du génie japonais dans la région et de former de nouvelles unités de l'armée irakienne. Il y avait environ 1 400 militaires australiens qui servaient en Irak en mars 2006.

## Maintien de la paix

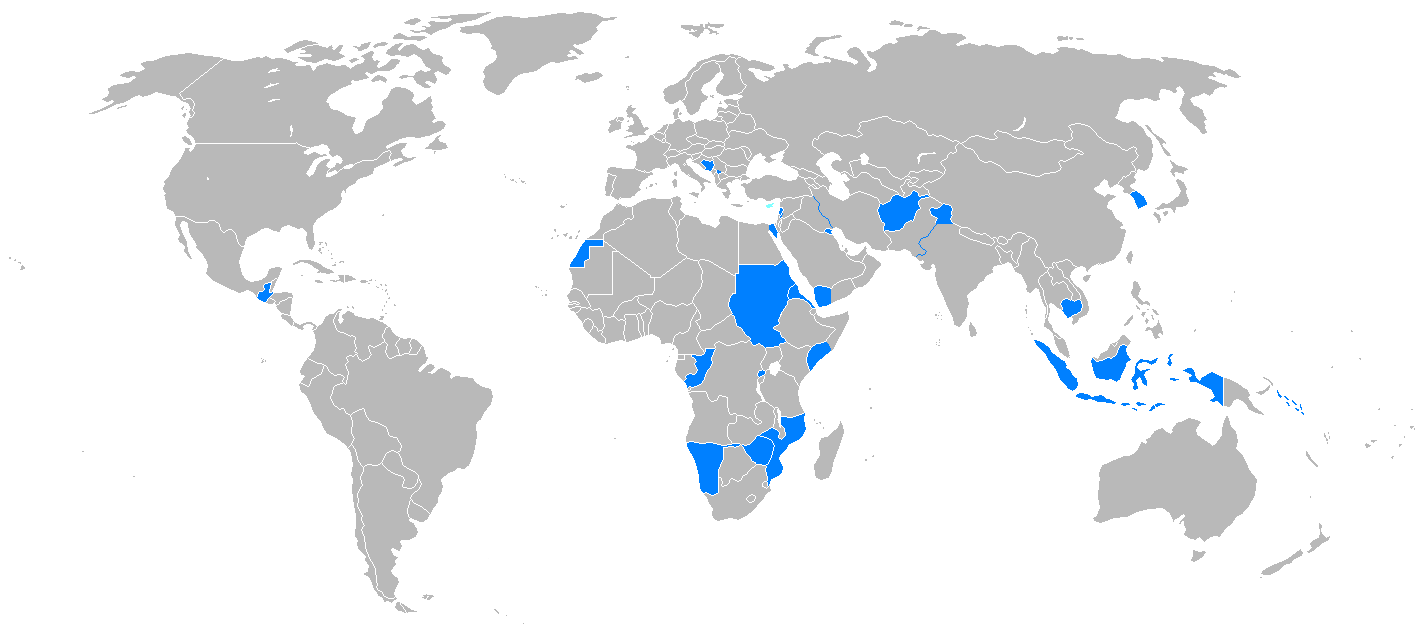
Déploiements de forces de maintien de la paix australiennes depuis 1945.

L'Australie a des forces de maintien de la paix en accord avec les Nations unies en continu depuis plus de 50 ans. En Indonésie, en 1947, les Australiens ont fait partie des tout  premiers groupes d'observateurs militaires de l'ONU.
Parmi toutes les opérations multinationales, six ont été commandées par les Australiens:
1. Le lieutenant-général Robert Nimmo a été chef des observateurs militaires au Cachemire avec le Groupe d'observateurs militaires en Inde et au Pakistan de 1950 à 1966
2. Le lieutenant-général John Sanderson a été commandant de la force de l'Autorité provisoire des Nations unies au Cambodge de 1992 à 1993
3. Le général de brigade David Ferguson a été commandant de la force avec la Force multinationale et observateurs dans le Sinaï de 1994 à 1997
4. Richard Butler a conduit la Commission spéciale des Nations unies en Irak de 1997 à 1999
5. Le général de division Timothy Ford a été chef d'état-major de l'Organisme des Nations unies chargé de la surveillance de la trêve de 1998 à 2000
6. Le général de division Peter Cosgrove a commandé la Force internationale pour le Timor Oriental (INTERFET) de 1999 à 2000.
On trouvera ci-dessous les pays où l'Australie a participé ou participe aux forces de maintien de la paix de l'ONU:
- Indonésie (1947-1951)
- Cachemire (1950-1985)
- Corée (1953 -)
- Israël (1956 -)
- Congo (1960-1961)
- Nouvelle-Guinée occidentale (1962-1963)
- Yémen (1963)
- Chypre (1964 -)
- Zone frontalière entre l'Inde et le Pakistan (1965-1966)
- Sinaï (1976-1979) (1982-1986) (1993 -)
- Zone frontalière entre Israël et la Syrie (1974)
- Liban (1978)
- Zimbabwe (1979-1980)
- Ouganda (1982-1984)
- Iran (1988-1990)
- Zone frontalière entre la Thaïlande et le Cambodge (1989-1993)
- Namibie (1989-1990)
- Afghanistan (1989-1993)
- Kurdistan irakien (1991)
- Irak (1991-1999)
- Sahara occidental (1991-1994)
- Cambodge (1991-1993)
- Somalie (1992-1995)
- Yougoslavie (1992)
- Rwanda (1994-1995)
- Mozambique (1994)
- Île Bougainville (1994) (1997-2003)
- Haïti (1994-1995)
- Guatemala (1997)
- Yougoslavie (1997 -)
- Kosovo (1999 -)
- Timor oriental (1999 -)
- Îles Salomon (2000 -)
- Éthiopie / Érythrée (2000 -)
- Sierra Leone (2000-2003)
- Soudan (2005 -)

- (en) Cet article est partiellement ou en totalité issu de l’article de Wikipédia en anglais intitulé « Military history of Australia » (voir la liste des auteurs).

## Ouvrages
- Bean C.E.W., The Story of Anzac : From the Outbreak of War to the End of the First Phase of the Gallipoli Campaign May 4, 1915, Sydney, Angus and Robertson, 1921 (OCLC 251999955)
- Beaumont Joan, Australia's War, 1939–1945, Sydney, Allen & Unwin, 1996 (ISBN 1864480394), « Australia's war: Europe and the Middle East »
- Beaumont Joan, Australia's War, 1939–1945, Sydney, Allen & Unwin, 1996 (ISBN 1864480394), « Australia's war: Asia and the Pacific »
- Coates John, An Atlas of Australia's Wars, Melbourne, Oxford University Press, 2006 (ISBN 0-19-555914-2)
- Coulthard-Clark Chris, Where Australians Fought : The Encyclopaedia of Australia's Battles, St Leonards, Allen and Unwin, 1998 (ISBN 1-86448-611-2, OCLC 39097011)
- Coulthard-Clark Chris, The Encyclopaedia of Australia's Battles, Sydney, Allen & Unwin, 2001 (ISBN 1-86508-634-7, OCLC 48793439)
- (en) Dennis Peter et al, The Oxford Companion to Australian Military History, Melbourne, Oxford University Press, 1995, 692 p. (ISBN 0-19-553227-9)
- Dennis Peter et Jeffrey Grey, Emergency and Confrontation : Australian Military Operations in Malaya and Borneo 1950–1966, St. Leonards, Allen and Unwin, 1996 (ISBN 1-86373-302-7, OCLC 187450156)
- Dennis Peter et al, The Oxford Companion to Australian Military History, Melbourne, Oxford University Press Australia & New Zealand, 2008, Second éd., 634 p. (ISBN 978-0-19-551784-2)
- Evans Mark, The Tyranny of Dissonance : Australia's Strategic Culture and Way of War 1901–2005. Study Paper No. 306, Canberra, Land Warfare Studies Centre, 2005 (ISBN 0-642-29607-3)
- Frame Tom, No Pleasure Cruise. The Story of the Royal Australian Navy, Sydney, Allen & Unwin, 2004 (ISBN 1-74114-233-4)
- Grey Jeffrey, A Military History of Australia, Port Melbourne, Cambridge University Press, 1999, Second éd. (ISBN 0-521-64483-6)
- Grey Jeffrey, A Military History of Australia, Port Melbourne, Cambridge University Press, 2008, Third éd. (ISBN 978-0-521-69791-0)
- Horner David, SAS : Phantoms of the Jungle : A History of the Australian Special Air Service, St. Leonards, Allen and Unwin, 1989 (ISBN 0-04-520006-8, OCLC 23828245)
- David Horner, Defending Australia in 1942, Canberra, Department of History, Australian Defence Force Academy, 1993 (ISSN 0729-2473)
- Horner David, Making the Australian Defence Force, vol. Volume IV, Melbourne, Oxford University Press, coll. « The Australian Centenary History of Defence », 2001 (ISBN 0-19-554117-0)
- Kirkland Frederick, Operation Damask: the Gulf War Iraq – Kuwait 1990–1991, Cremorne, Plaza Historical Service, 1991 (ISBN 0-9587491-1-6, OCLC 27614090)
- Londey Peter, Other People's Wars : A History of Australian Peacekeeping, Crows Nest, Allen and Unwin, 2004 (ISBN 1-86508-651-7, OCLC 57212671)
- Long Gavin, The Six Years War: A Concise History of Australia in the 1939 – 1945 War, Canberra, The Australian War Memorial and the Australian Government Printing Service, 1973 (ISBN 0-642-99375-0)
- McIntyre W. David, Background to the Anzus Pact, London, 1995
- Macdougall A., Australians at War : A Pictorial History, The Five Mile Press, 1991 (ISBN 1-86503-865-2)
- Murphy John, Harvest of Fear : Australia's Vietnam War, Sydney, Allen and Unwin, 1993 (ISBN 1-86373-449-X, OCLC 260164058)
- Odgers George, Diggers : The Australian Army, Navy and Air Force in Eleven Wars : From 1860 to 1994, Sydney, Landsdowne Publishing, 1994 (ISBN 1-86302-385-2)
- Odgers George, Remembering Korea : Australians in the War of 1950–53, Sydney, Landsdowne Publishing, 2000 (ISBN 1-86302-679-7, OCLC 50315481)
- Odgers George, 100 Years of Australians at War, Melbourne, Ken Fin Books, 2000
- Reeve John et Stevens David, Southern Trident : Strategy, History, and the Rise of Australian Naval Power, Crows Nest, Allen and Unwin, 2001 (ISBN 1-86508-462-X, OCLC 47367004)
- Reeve John et Stevens David, The Face of Naval Battle : The Human Experience of Modern War at Sea, Crows Nest, Allen and Unwin, 2003 (ISBN 1-86508-667-3, OCLC 52647129)
- Stephens Alan, The Royal Australian Air Force : A History, London, Oxford University Press, 2006 (1re éd. 2001) (ISBN 0-19-555541-4)

### Documentaire radiophonique
- « Au bout du bush : Fromelles… et les tranchées »(Archive.org • Wikiwix • Archive.is • Google • Que faire ?), de Jean-Louis Rioual, réalisation : Renaud Dalmar. Un documentaire diffusé le 9 novembre 2010 dans l'émission La Fabrique de l'histoire sur France Culture (50 min).